# Bomberos de Valladolid
El Cuerpo de Bomberos de Valladolid, denominado oficialmente Servicio de Extinción de Incendios, Salvamento y Protección Civil de Valladolid, es un cuerpo de bomberos municipal español al servicio de los ciudadanos de Valladolid capital y del ámbito de actuación establecido mediante convenios con otros organismos. Desde el 1 de enero de 2021, solamente presta servicio habitual dentro de la ciudad de Valladolid.
Los servicios son accesibles a través del número de emergencias 112, que conecta con la centralita de 112 Castilla y León y gestiona todas las emergencias dando aviso a las fuerzas correspondientes, o bien a través del número genérico de emergencia asignado en España a los servicios de bomberos: 080, que conecta directamente con la central del cuerpo ubicada en el Parque Central de Las Eras, en C/ Mieses n.º 1, Valladolid.
En reconocimiento por el excelente servicio realizado a lo largo de su historia, el cuerpo de bomberos recibió:
- la Cruz de 1ª Clase de la Orden Civil de Beneficencia, pasando a obtener la denominación de Cuerpo Benemérito, el 23 de junio de 1972.

- la Medalla de Oro de la Ciudad de Valladolid, en el año 2015, por sus 500 años de existencia.[3]

Los bomberos profesionales de este cuerpo, en virtud de la Ley 4/2007, de 28 de marzo de Protección Ciudadana de Castilla y León, son considerados como agentes de la autoridad siempre que se hallen en el ejercicio de sus funciones.

## Historia
La existencia de personas realizando funciones similares a las actuales propias de los bomberos en la villa de Valladolid consta desde, al menos, el siglo XV con un personal de 30 moriscos. Pero es en el año 1515 cuando a partir de una Real Cédula de la Reina Juana I de Castilla, autoriza la creación de un pequeño cuerpo vecinal con la función de realizar una vigilancia continuada, tanto diurna como nocturna, de posibles incendios, como el gran incendio sucedido en 1561, para dar pronto aviso de la incidencia con trompetas y proceder entre la vecindad a sofocarlo.
Ya en el siglo XVII se establece un cuerpo oficial de moriscos provistos de algunas herramientas donadas por la villa con el objetivo de vigilar y actuar de forma más profesional contra los posibles incendios dentro de Valladolid. En el siglo XVIII se introduce una novedad y es la utilización de una bomba para combatir incendios. 
En 1911 el servicio de incendios lo realizaban los obreros de las secciones de obras y jardines. En 1941 se instaló teléfono en el Parque de Bomberos.
Con la llegada del siglo XX, el Cuerpo de Bomberos de Valladolid es dotado con mejores materiales y herramientas, especialmente vehículos con bombas para poder hacer frente a los fuegos, haciéndose cargo de estas funciones el personal del Ayuntamiento correspondiente a otras secciones.
La justificación de la existencia actual del Cuerpo reside en la obligación que Valladolid capital, como población con más de 20000 habitantes censados, tiene respecto de la dotación de servicios de Protección Civil y prevención y extinción de incendios en base a lo que establece la Ley 7/1985, de 2 de abril, Reguladora de las Bases del Régimen Local en su Artículo 26. 1 c).

## Funciones del cuerpo

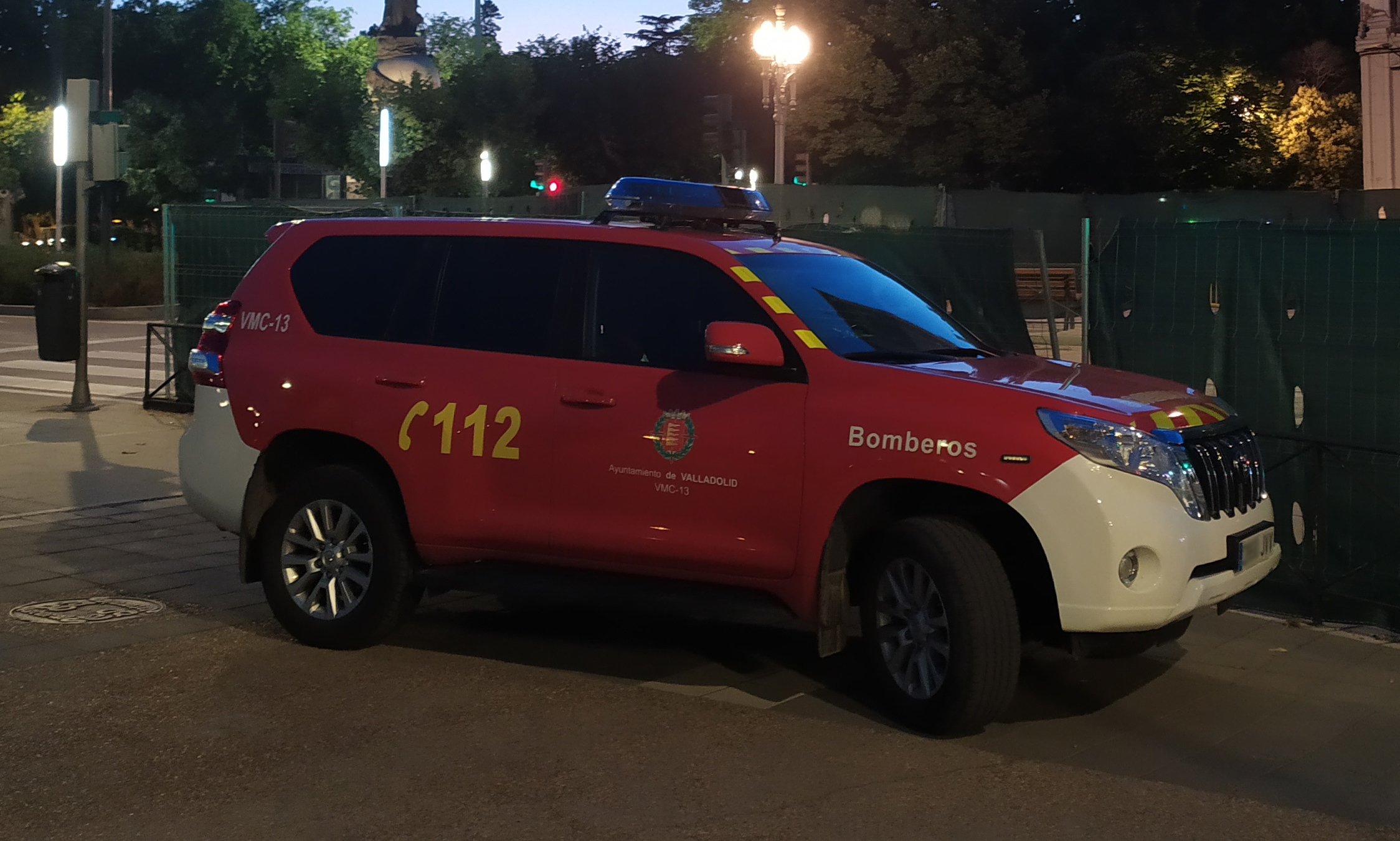
Vehículo de mando del Cuerpo de Bomberos de Valladolid.

Según la Ley 4/2007, de 28 de marzo de Protección Ciudadana de Castilla y León, los servicios de prevención, extinción de incendios y salvamento, dentro de los cuales se integra el Cuerpo de Bomberos de Valladolid, tienen las siguientes funciones:

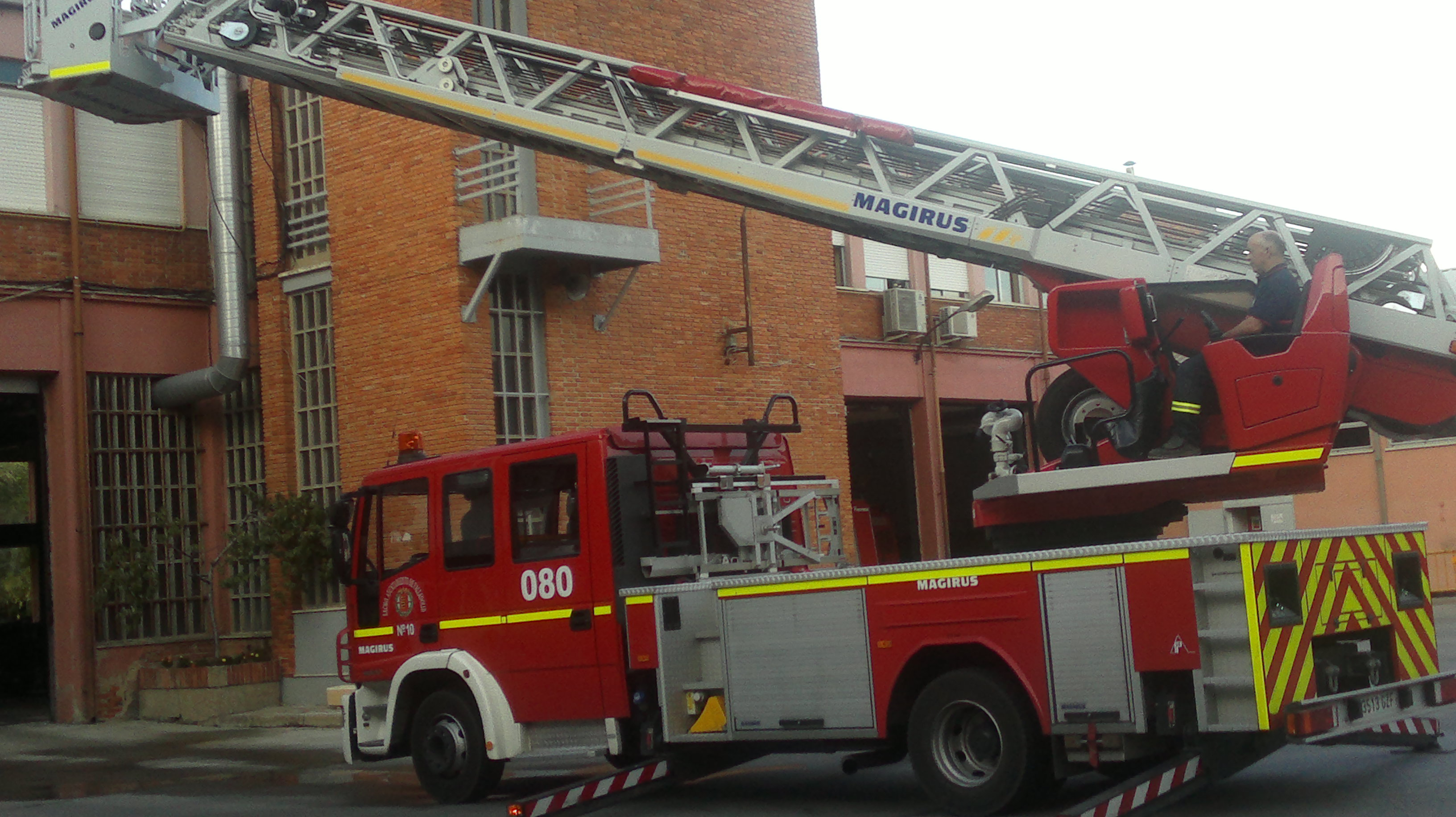
Vehículo autoescala de los Bomberos de Valladolid en el Parque Central de las Eras.

- La prevención para evitar o disminuir el riesgo de incendios u otros accidentes, mediante la información o inspección del cumplimiento de la normativa en vigor.

- La protección ciudadana en cualquier situación de emergencia capaz de ser resuelta con los medios que tienen a su disposición o en colaboración con otros servicios o entidades.
- La extinción de incendios y, en general, el salvamento y rescate de personas y bienes en caso de siniestros o situaciones de emergencia, o a requerimiento de la autoridad competente.
- La adopción de medidas de seguridad extraordinarias y provisionales, a la espera de la decisión de la autoridad competente sobre el cierre y el desalojo de locales y establecimientos de pública concurrencia, y la evacuación de inmuebles y propiedades en situaciones de emergencia y mientras las circunstancias del caso lo hagan imprescindible, así como la limitación o restricción, por el tiempo necesario, de la circulación y permanencia en vías o lugares públicos en los supuestos de incendio, emergencia, catástrofe o calamidad pública.
- La investigación y el informe sobre los siniestros en que intervengan, bien sea por razón de su competencia o bien a requerimiento de autoridad competente, para informar sobre las causas y las consecuencias del siniestro y sobre los daños producidos.
- La recuperación de las víctimas, su asistencia y la coordinación de su traslado urgente, incluso la realización siempre que sea preciso.
- La realización de campañas de divulgación, información y formación de los ciudadanos sobre prevención y autoprotección en caso de siniestro.
- El estudio y la investigación de las técnicas, instalaciones y sistemas de protección contra incendios, en relación con la normativa especifica en estas materias.
- La actuación en servicios de interés público por razón de la específica capacidad de sus miembros y la adecuación de los medios materiales de que disponen.
- La dirección, la coordinación y el control del voluntariado y del personal de los servicios de vigilancia, seguridad, prevención contra incendios y autoprotección de las empresas públicas y privadas, en el ámbito de sus competencias.

## Estructura del cuerpo

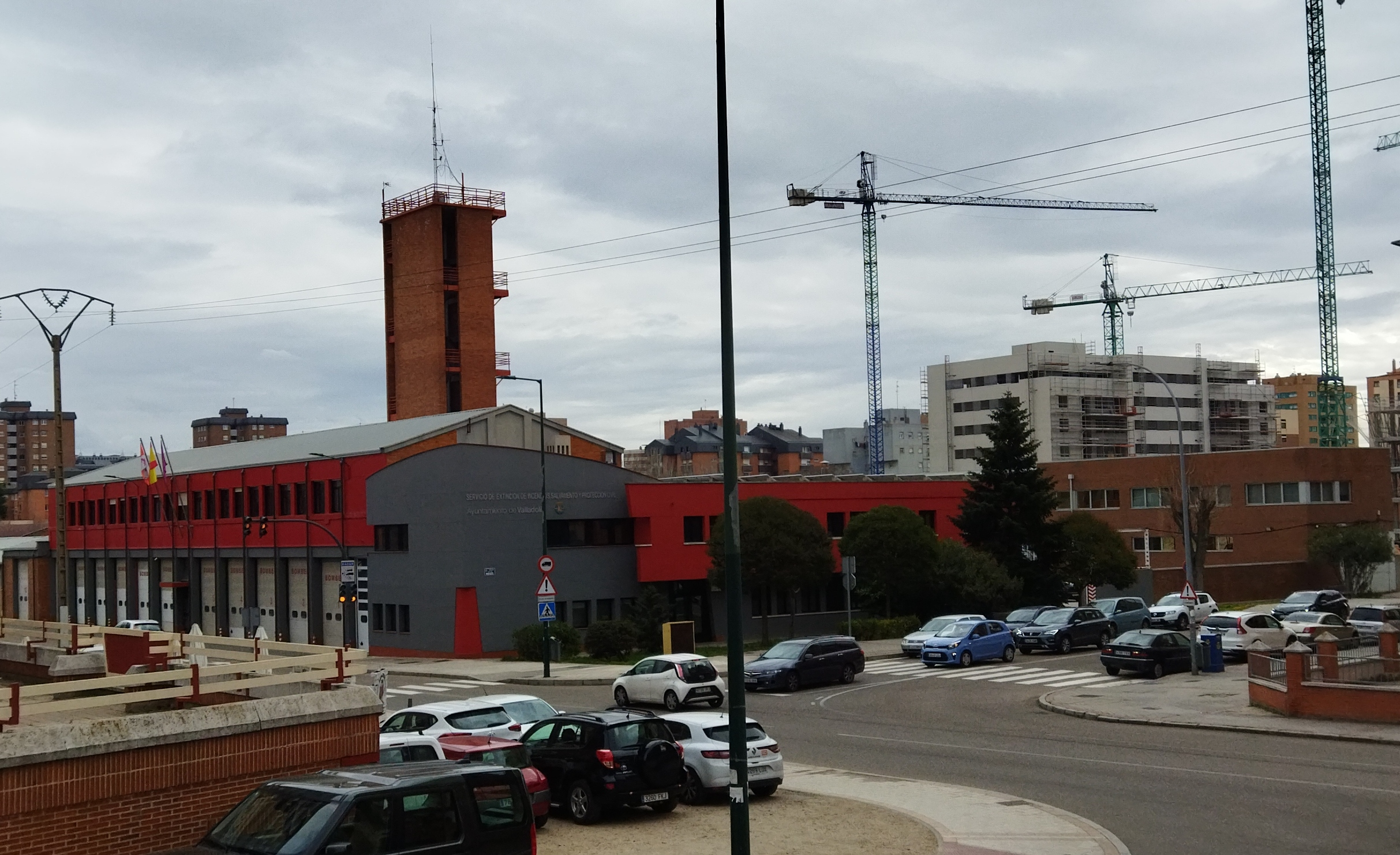
Parque de bomberos de Las Eras, es la Estación central de bomberos de Valladolid, situada en el barrio de La Victoria.

La estructura propia del Cuerpo de Bomberos de Valladolid obedece a su organización a nivel municipal y dependiente del Ayuntamiento de Valladolid.
La jefatura superior jerárquica del Cuerpo, meramente simbólica, recae en el Alcalde-Presidente de la corporación municipal de la ciudad de Valladolid. así como en la Concejalía de Salud Pública y Seguridad Ciudadana. El Servicio de Extinción de Incendios, Salvamento y Protección Civil de Valladolid se encuentra inserto en la Secretaría Ejecutiva del Área de Movilidad y Espacio Urbano, quedando debajo de las dos personas anteriormente señaladas, el Jefe de la Secretaría Ejecutiva.
De forma operativa, el Cuerpo se estructura en:
- la Dirección del Servicio.[10]

- la División de Operativa de Intervención
  - Grupo Primero.
  - Grupo Segundo.
  - Grupo Tercero.
  - Grupo Cuarto.
  - Grupo Quinto.

- la División de Prevención y Protección Civil
  - Grupo de Protección Civil.

- y el Grupo de Servicios Generales
  - Secretaría.
  - Equipos Respiración Autónomos.
  - Almacén de Herramientas y Material.
  - Almacén de Vestuario.

## Parques de bomberos

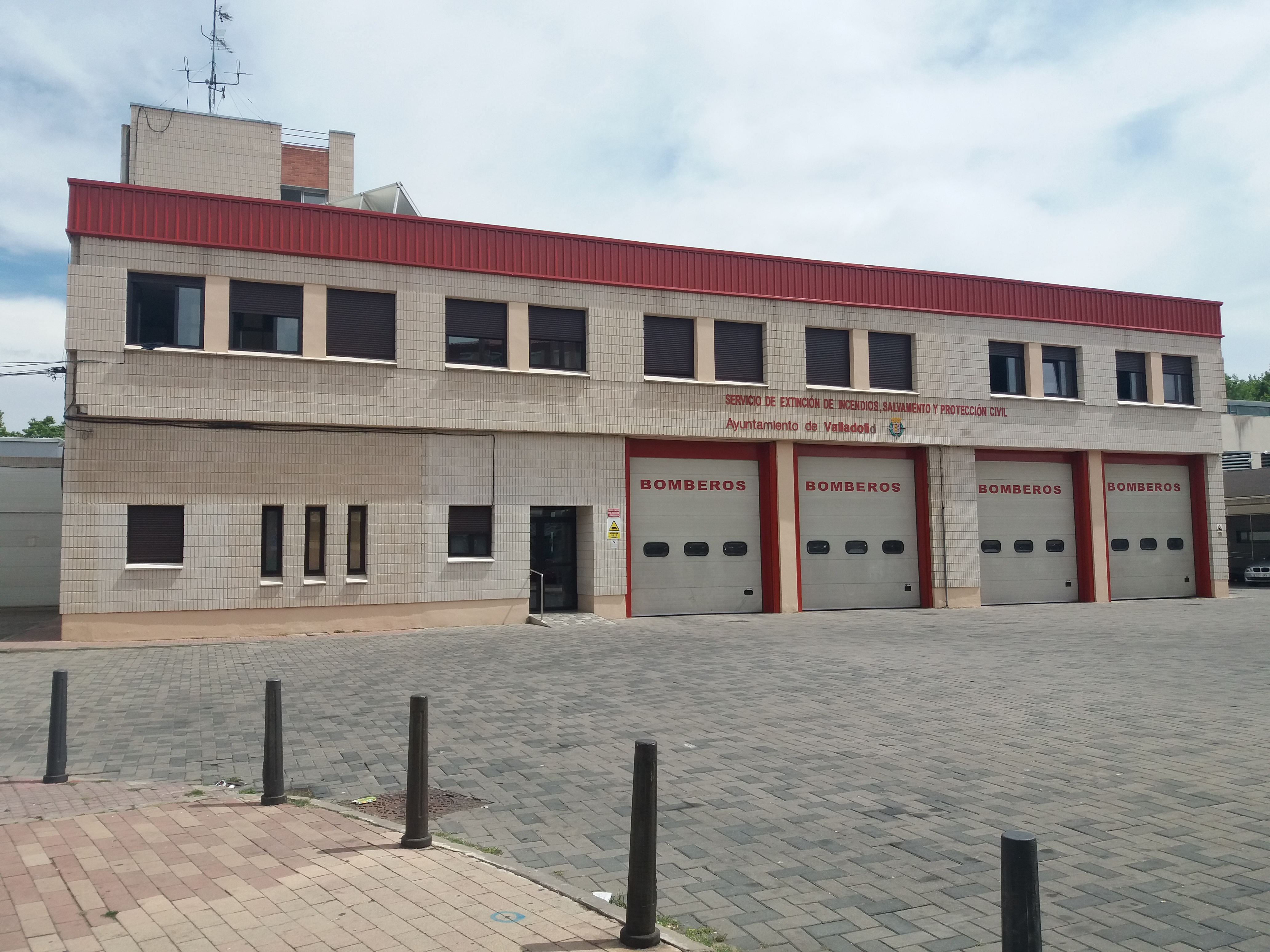
Parque de bomberos de Canterac, en el barrio de Las Delicias.

Los parques de bomberos se dividen la capital vallisoletana en 2 áreas de actuación para una mayor coordinación y gestión de los recursos. Esta división está basada en la división generada en el núcleo urbano por la vía de ferrocarril Madrid-Hendaya, que atraviesa la ciudad rompiéndola en dos. 
El Parque Central de Las Eras, donde se ubican la mayoría de componentes y del parque móvil así como la centralita, se encuentra en el barrio de La Victoria al lado del Canal de Castilla, y responde a la gran parte de las emergencias que solicitan la actuación del Cuerpo. Por su parte, el parque secundario, denominado Parque de Canterac, se ubica en el barrio de Las Delicias, al sureste de la capital.

## Ámbito de actuación
El Cuerpo de Bomberos del Ayuntamiento de Valladolid tiene su ámbito de actuación definido dentro del término municipal de la ciudad de Valladolid, incluyendo sus exclaves y barrios periféricos separados del resto del casco urbano homogéneo (La Overuela, Puente Duero, Pinar de Antequera, etc.). Esto se justifica en la Ley 7/1985, de 2 de abril, Reguladora de las Bases del Régimen Local en su Artículo 26. 1 c)., que establece que al ser un municipio con más de 20000 habitantes, el Ayuntamiento debe proporcionar los servicios de Protección Civil y prevención y extinción de incendios, o establecer convenios con otra administración que los posea para dar servicio a la ciudad.

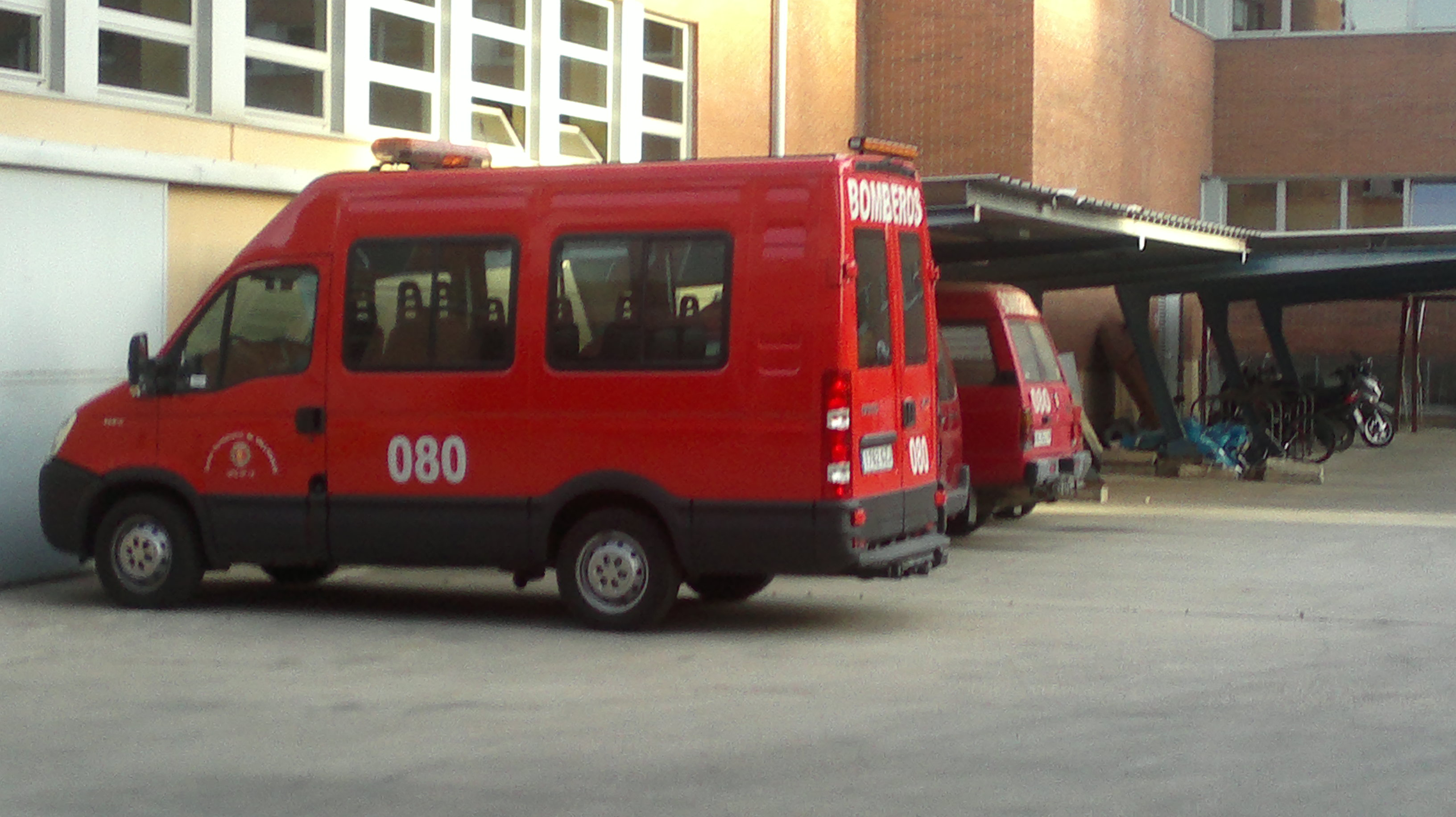
Furgón de transporte del Cuerpo estacionado en el Parque Central.

Sin embargo, por motivos operacionales y de mejora de la respuesta ante emergencias y catástrofes, los dos cuerpos de bomberos de la provincia de Valladolid, el del Ayuntamiento y el de la Diputación Provincial, tenían establecidos convenios de colaboración para repartir el territorio provincial entre ambos y establecer las condiciones de colaboración entre los dos servicios de bomberos. Hasta el 31 de diciembre de 2020, el Servicio de Extinción de Incendios, Salvamento y Protección Civil de Valladolid cubría, aparte del término municipal de Valladolid capital, los municipios del alfoz:
- Arroyo de la Encomienda
- Boecillo
- Cabezón de Pisuerga
- Castrodeza
- Castronuevo de Esgueva
- Cigales
- Ciguñuela
- Corcos del Valle
- La Cistérniga
- Cubillas de Santa Marta
- Fuensaldaña
- Geria
- Laguna de Duero
- Mucientes
- Olmos de Esgueva
- Peñalba de Duero
- Piña de Esgueva
- Renedo de Esgueva
- Robladillo
- San Martín de Valvení
- Santibáñez de Valcorba
- Santovenia de Pisuerga
- Sardón de Duero
- Simancas
- Traspinedo
- Trigueros del Valle
- Tudela de Duero
- Valoria la Buena
- Velliza
- Viana de Cega
- Villabáñez
- Villán de Tordesillas
- Villanubla
- Villanueva de los Infantes
- Villavaquerín
- Wamba
- Zaratán

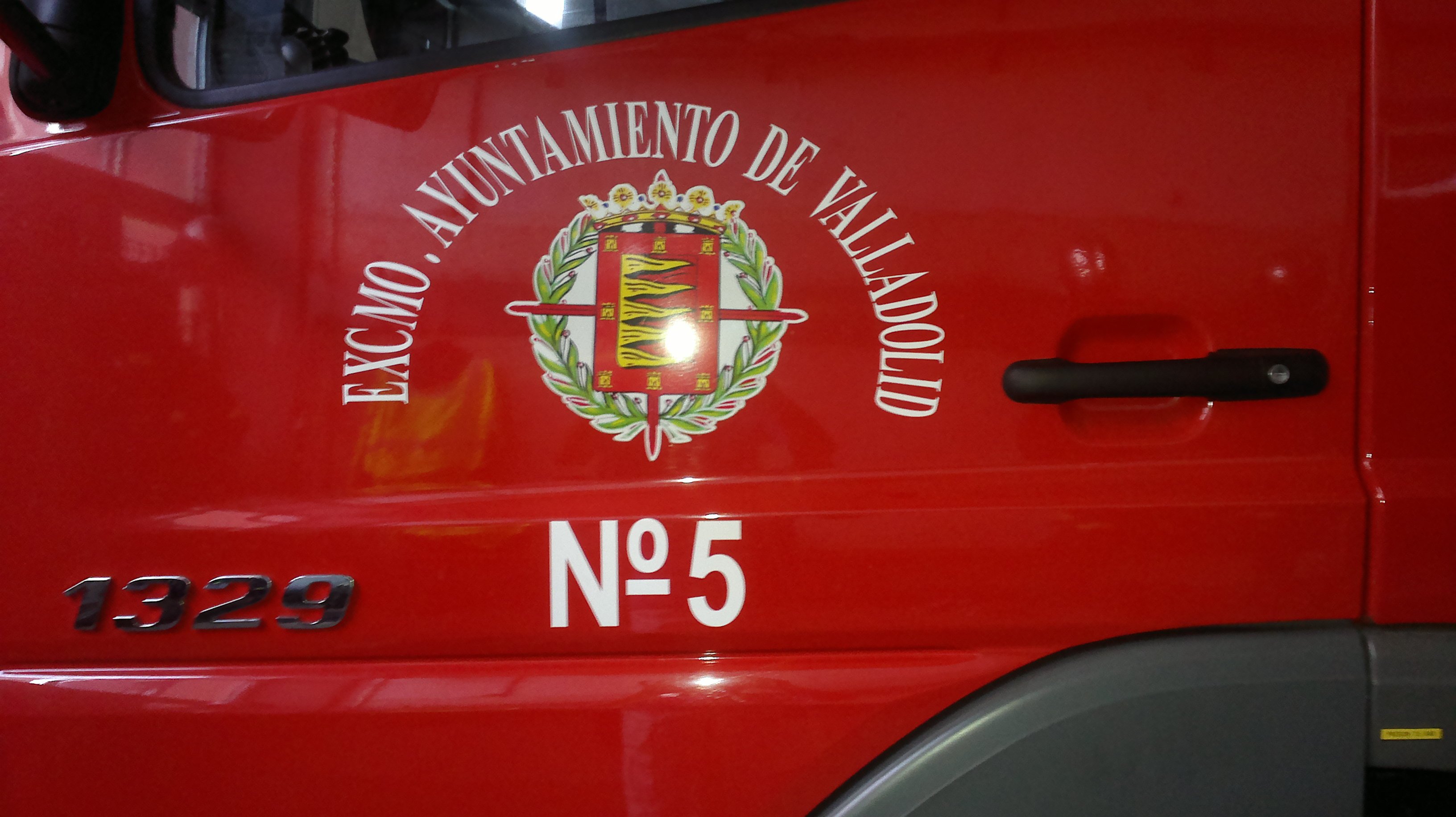
Detalle de la imagen corporativa en una puerta.

El resto del territorio de la provincia de Valladolid, incluido el alfoz a partir del 1 de enero de 2021, queda bajo la responsabilidad del servicio de bomberos de la Diputación de Valladolid, al haberse roto las negociaciones para la renovación del Convenio de Colaboración entre la Diputación Provincial de Valladolid y el Ayuntamiento de Valladolid para la prestación del servicio de extinción de incendios y salvamento en los municipios de la Provincia de Valladolid, revisado y actualizado el 23 de diciembre de 2016.
Por lo tanto, el servicio municipal de Valladolid cubre actualmente a una población de más de 300.000 personas en la capital.

## Protección Civil
Como la propia denominación oficial del Cuerpo indica, los Bomberos de Valladolid tienen asignados por Ley las funciones en materia de Protección Civil que le corresponden, en colaboración con otros profesionales del Ayuntamiento así como la Agencia de Protección Civil de Castilla y León y el Ministerio del Interior. Las funciones que desarrollan están en relación con la asesoría en la redacción de planes de autoprotección, la redacción de planes propios para los edificios de titularidad municipal que así lo requieran y la elaboración de planes específicos y su material (imágenes, cartografía y planimetría, etc.) entre otros. 

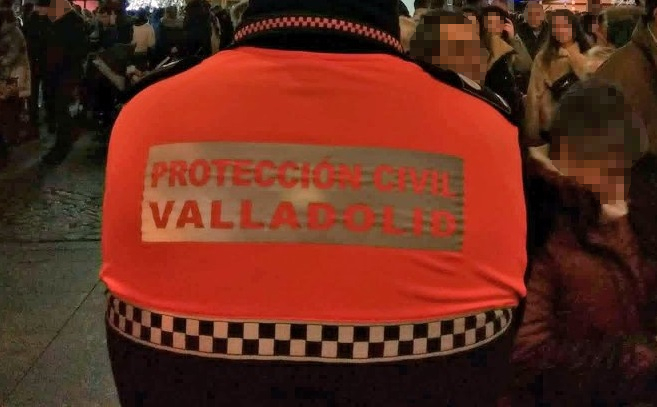
Voluntario de Protección Civil de Valladolid.

Estas funciones de planeamiento y supervisión en materia de lo que en Castilla y León se denomina protección ciudadana son ejercidas por la División de Prevención y Protección Civil, a través del Grupo de Protección Civil, formado por profesionales del Cuerpo y otros miembros de servicios municipales.
En todo lo que se refiere al término municipal de Valladolid capital, es el Servicio de Extinción de Incendios, Salvamento y Protección Civil de Valladolid el que supervisa y gestiona la relación y ejerce el mando directo operativo sobre el voluntariado de Protección Civil de la ciudad, que es ejercido por la Asociación Provincial de Colaboradores de Protección Civil de Valladolid. Esto es a diferencia de muchos otros municipios españoles, que cuando superan los 5000 habitantes, o por decisión propia, crean su propia agrupación de voluntarios vinculada inequívocamente al consistorio, con un marco legal diferente al de las asociaciones. Si bien, en muchas ocasiones el mando directo sobre el voluntariado, en servicios preventivos y emergencias, lo ejercen agentes de la Policía Municipal.